# Oxyurichthys auchenolepis
Oxyurichthys auchenolepis és una espècie de peix de la família dels gòbids i de l'ordre dels cipriniformes que es troba a Singapur.